# Gilbert Louis Robinet Duteil d'Ozane
Pour les articles homonymes, voir Robinet.
Gilbert Louis Robinet Duteil d'Ozanne, né le 9 février 1746 à Montluçon (Allier), mort le 24 septembre 1826 à Ollainville (Essonne), est un général français de la Révolution et de l’Empire.

## États de service
Il entre en service le 1er mars 1763, dans les gardes du corps du roi, et il est réformé le 1er janvier 1776. Sous-gouverneur des pages du roi en la Grande Écurie, il est nommé capitaine attaché au corps des dragons le 2 juin 1777. Attaché au régiment de Lorraine dragons le 24 mai 1778, avec rang de lieutenant-colonel le 5 avril 1780. Il est fait chevalier de Saint-Louis le 21 mars 1784.
Il est promu maréchal de camp le 2 octobre 1792, et en mars 1793, il est affecté à l’armée des Pyrénées. Le 23 mars suivant, il démissionne pour cause de santé.
Le 30 mars 1800, il rejoint Versailles comme inspecteur commandant le dépôt de remonte de cavalerie. Le 29 décembre 1801, il est sous-inspecteur de 2e classe aux revues à Versailles. Il est fait chevalier de la Légion d’honneur le 27 nivôse an XIII (17 janvier 1805), et le 15 décembre 1805, il est le premier commandant de l’école militaire de Saint-Cyr. Il est créé chevalier de l’Empire par lettres patentes du 29 mars 1809.
Pendant la première restauration, le roi Louis XVIII, le fait chevalier de Saint-Louis et officier de la Légion d’honneur le 24 octobre 1814. Il est nommé lieutenant-général disponible le 2 novembre 1814, et il est admis à la retraite le 26 janvier 1816.
Il meurt le 24 septembre 1826, à Ollainville.

## Dotation
- Le 17 mars 1808, donataire d’une rente de 500 francs sur le Mont de Milan.

## Armoiries
| Armoiries | Nom du chevalier et blasonnement |
| --------- | --- |
|           | Chevalier Gilbert Louis Robinet Duteil d'Ozanne et de l'Empire, lettres patentes du 25 mars 1809. Tiercé en bande, d'argent, de gueules et d'or; l'argent à la tour crénelée d'azur, ouverte et maçonnée de sable; le gueules, au signe des chevaliers légionnaires; l'or, au pistolet en pal, la crosse en bas, de sable, damasquiné d'argent, accompagné de trois étoiles 1, 2, de gueules. |

## Sources
- (en) « Generals Who Served in the French Army during the Period 1789 - 1814: Eberle to Exelmans »
- Thierry Pouliquen, « Les généraux français et étrangers ayant servis [sic] dans la Grande Armée » (consulté le 7 octobre 2013)
- (pl) « Napoléon.org.pl »
- Registre d'État civil d'Ollainville Jean Gaillard, Maire 1826-1828
- « Cote LH/2356/19 », base Léonore, ministère français de la Culture
- « La noblesse d’Empire » (consulté le 7 octobre 2013)
- Georges Six, Dictionnaire biographique des généraux & amiraux français de la Révolution et de l'Empire (1792-1814), Paris : Librairie G. Saffroy, 1934, 2 vol., p. 415
- Vicomte Révérend, Armorial du Premier Empire, tome 4, Honoré Champion, libraire, Paris, 1897, p. 153.